# Lavras do Sul
Lavras do Sul es un municipio brasileño del estado de Rio Grande do Sul.
Su población es de 8.239 habitantes (2003).
Ocupa una superficie de 2.599,8 km².